# Tuổi tween
Tuổi tween, đôi khi còn gọi là thiếu niên hoặc thời niên thiếu là một giai đoạn trưởng thành của con người theo sau giai đoạn đầu tuổi thơ và trước tuổi thanh thiếu niên. Giai đoạn này thường kết thúc bằng thời điểm bắt đầu dậy thì nhưng cũng có thể định nghĩa là kết thúc khi bắt đầu bước vào những năm tháng tuổi teen. Lấy thí dụ, độ tuổi này thường được xác định là từ 10–13 tuổi. Thời niên thiếu có thể đem đến những thách thức và lo âu riêng.